# Boris Rotenberg
Boris Borisovič Rotenberg (in russo Борис Борисович Ротенберг?; Leningrado, 19 maggio 1986) è un ex calciatore russo con cittadinanza finlandese, di ruolo difensore.

## Caratteristiche tecniche
Difensore centrale, può giocare anche come terzino destro.

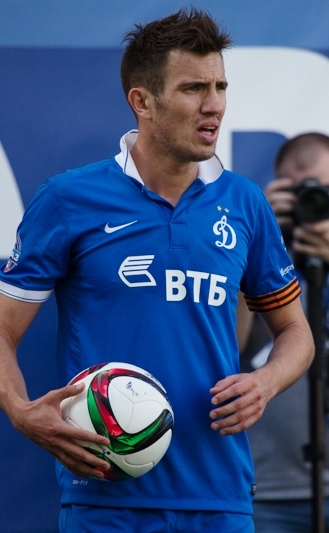
Con la maglia della Dinamo Mosca

## Carriera

### Nazionale
Nel 2015 ha disputato la sua unica gara con la nazionale finlandese, contro l'Estonia, giocando solo il primo tempo, prima di essere sostituito da Mikko Sumusalo.

## Palmares

### Club

#### Competizioni nazionali
- Coppa di Russia: 3

Lokomotiv Mosca: 2016-2017, 2018-2019, 2020-2021
- Campionato russo: 1

Lokomotiv Mosca: 2017-2018